# 圣库阿迪拉泽 (奥德省)
圣库阿迪拉泽（法語：Saint-Couat-du-Razès）是法国奥德省的一个市镇，属于利穆区（Limoux）利穆县（Limoux）。该市镇2009年时的人口为51人。

## 人口
圣库阿迪拉泽人口变化图示
| 数据来源：INSEE |